# Forum dei Giovani Laburisti
Il Forum dei Giovani Laburisti (in maltese Forum Żgħażagħ Laburisti, FZL, in inglese Labour Youth Forum) è la sezione giovanile del Partito Laburista di Malta.
L'organizzazione incoraggia i giovani a prendere parte attiva nella vita politica e dà voce a tutti i giovani che vogliono seguire la linea politica di sinistra del Partito Laburista. Il Forum dei Giovani Laburisti può vantare nomi illustri della politica maltese tra i vari ex attivisti dell'organizzazione, come il leader attuale del Partito Laburista, Dott. Joseph Muscat, e il segretario responsabile dell'educazione all'interno del Partito, Aaron Farrugia. Infatti, Farrugia presiedeva il Forum sino a luglio 2008.
Il Forum dei Giovani Laburisti è attivo su scala nazionale e internazionale ed è anche un membro attivo dell'International Union of Socialist Youth (IUSY, Unione Internazionale dei Giovani Socialisti) e dell'European Community Organisation of Socialist Youth (Ecosy, Comunità Europea dei Giovani Socialisti).